# راسم الإشارة الرقمي التخزيني

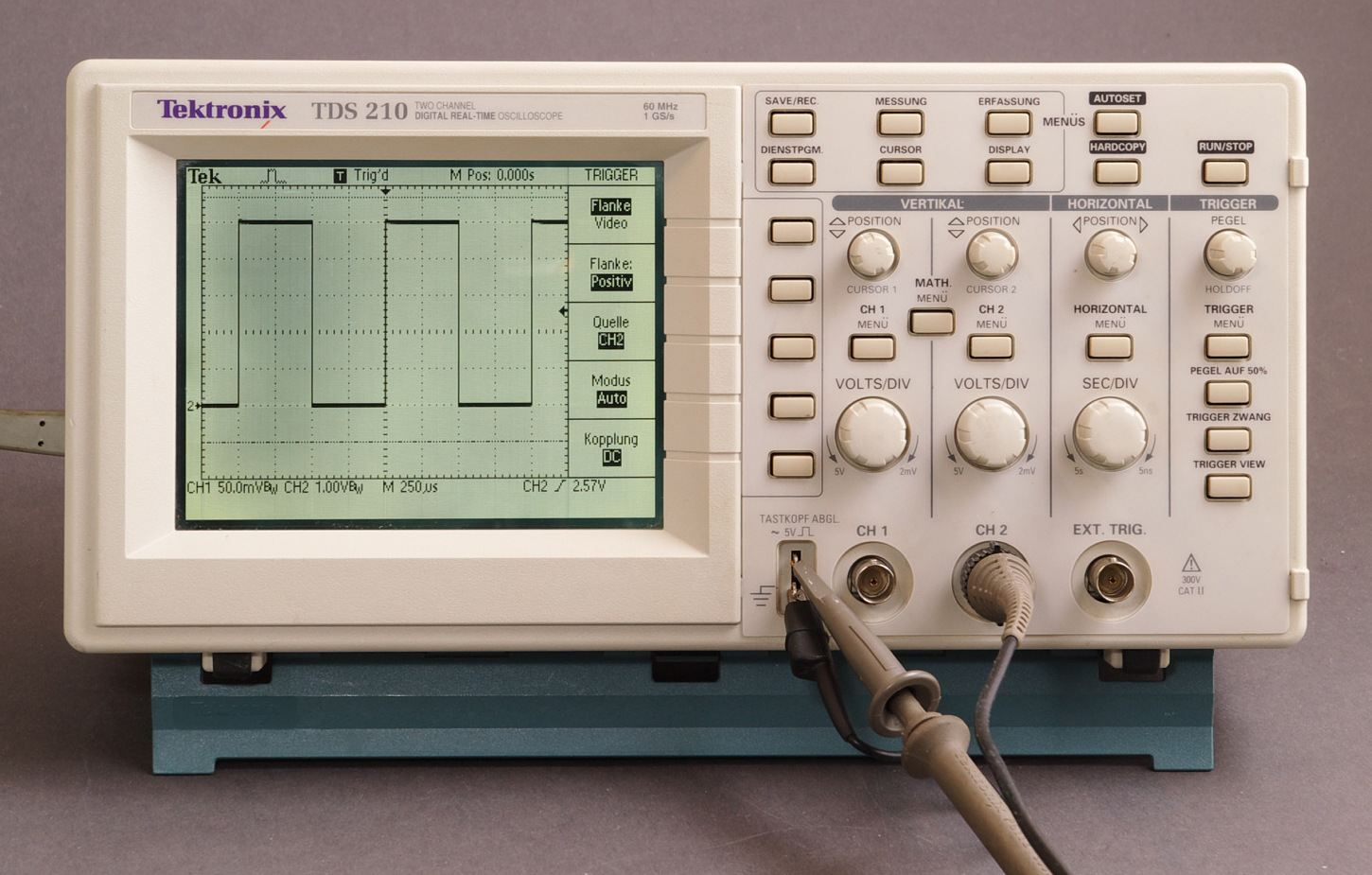
راسم الإشارات 475A من شركة تيكترونكس

راسم الإشارة الرقمي التخزيني (بالإنجليزية: digital storage oscilloscope) هو نوع من راسمات الإشارات يُخزّن ويُحلّل الإشارة الداخلة بشكل رقمي، بدلاً من استخدام الأساليب التناظرية التماثلية، ويُعتبر الآن أكثر أنواع راسمات الإشارات استخدامًا، نظرًا لما يوفره عادةً من ميزات متقدمة مثل نقطة بدء عرض الإشارة، والتخزين، والعرض، والقياس.
تعالج الإشارة التناظرية الداخلة عن طريق أخذ عينات منها، ثم تحول هذه العينات إلى قيم رقمية تُعبّر عن مقدار الإشارة عند كل لحظة أخذ عينة. ويجب أن لا تقل ترددات أخذ العينات عن معدل نايكويست لتجنّب حدوث ظاهرة التحريف أو الالتباس في الإشارة. بعد ذلك، ثم تحول هذه القيم الرقمية مرة أخرى إلى إشارة تناظرية لعرضها على شاشة أنبوب أشعة الكاثود، أو تُحوّل بالشكل المناسب لطرق العرض الأخرى مثل شاشة الكريستال السائل، أو جهاز رسم بياني، أو طابعة بيانية، أو حتى واجهة شبكة.
تتفاوت أسعار راسمات الإشارات الرقمية بشكل كبير؛ فالأجهزة المستقلة المخصصة للطاولات وتأتي مرفقة بشاشاتها تبدأ أسعارها من حوالي 300 دولار أمريكي أو أقل، بينما قد تصل أسعار النماذج عالية الأداء إلى عشرات الآلاف من الدولارات. كما توجد نماذج صغيرة بحجم الجيب، محدودة الإمكانيات، تُباع أحيانًا بسعر لا يتجاوز 50 دولارًا أمريكيًا.

## مقارنة بين التخزين الرقمي والتخزين التناظري
الميزة الأساسية لراسم الإشارات الرقمي ذو التخزين مقارنة بالتخزين التناظري هي أن الخطوط المخزنة تظهر بنفس السطوع، والوضوح الحاد، وتُسجل بنفس سرعة الخطوط غير المخزنة. يمكن تخزين الخطوط بشكل دائم أو تصديرها إلى جهاز تخزين خارجي لإعادة تحميلها لاحقًا. هذا يتيح، على سبيل المثال، مقارنة إشارة مأخوذة من نظام قيد الاختبار مع إشارة معيارية مأخوذة من نظام معروف بأنه يعمل بشكل صحيح. كما يمكن للعديد من النماذج عرض شكل الموجة قبل حدوث إشارة الزناد.
عادةً ما تقوم راسمات الإشارات الرقمية بتحليل الأشكال الموجية وتوفير قيم رقمية إلى جانب العرض البصري. تشمل هذه القيم عادة المتوسطات، القيم العظمى والصغرى، الجذر التربيعي لمتوسط المربعات، والترددات. يمكن استخدامها أيضًا لالتقاط الإشارات العابرة عند العمل في وضع المسح الواحد، دون قيود السطوع وسرعة التسجيل التي تواجهها راسمات الإشارات التناظرية ذات التخزين.
يمكن التلاعب بالشكل المعروض بعد التقاطه؛ حيث يمكن تكبير جزء من العرض لجعل التفاصيل الدقيقة أكثر وضوحًا، أو فحص خط طويل بالكامل في عرض واحد لتحديد المناطق ذات الاهتمام. كما تسمح العديد من الأجهزة للمستخدم بإضافة ملاحظات على الخطوط المخزنة.
تستخدم معظم راسمات الإشارات الرقمية شاشات مسطحة مشابهة لتلك المستخدمة بكثرة في أجهزة الكمبيوتر وشاشات التلفاز.
قد تتضمن راسمات الإشارات الرقمية ذات التخزين واجهات اتصال مثل منفذ الطابعة المتوازي، منفذ السيريال الناقل التسلسلي ار اس-232، الناقل العام للواجهة-488، منفذ يو اس بي، أو ايثرنت، مما يسمح بالتحكم عن بعد أو التلقائي، ونقل الأشكال الموجية الملتقطة إلى أجهزة عرض أو تخزين خارجية.

## إعتماده على الحاسوب الشخصي
يعتمد راسم الإشارات الرقمي المبني على الحاسوب الشخصي على جهاز الحاسوب في واجهة المستخدم والعرض. تتكون الدوائر الأمامية من مضخمات الإشارة الداخلة ومحولات التناظرية إلى رقمية، وتكون معبأة بشكل منفصل وتتصل بالحاسوب الشخصي عبر منافذ مثل يو اس بي أو ايثرنت أو واجهات أخرى. في أحد الأشكال، يتم تجميع الواجهة الأمامية على بطاقة توسعة قابلة للتوصيل تُوصل باللوحة الخلفية للحاسوب.
قد تكون راسمات الإشارات المبنية على الحاسوب الشخصي أقل تكلفة من الأجهزة المستقلة المكافئة، لأنها تستخدم ذاكرة وعرض ولوحة مفاتيح الحاسوب المتصل بها. كما قد تكون شاشات العرض أكبر، ويمكن نقل البيانات التي حصل عليها بسهولة إلى برامج تطبيقات الحاسوب مثل جداول البيانات.
ومع ذلك، قد يحد الاتصال بالكمبيوتر من أقصى معدل بيانات يمكن التقاطها، وقد ينتج الحاسوب نفسه ضوضاء كهرومغناطيسية تؤثر على دقة القياسات.